# 塚本進
塚本 進（つかもと すすむ、1956年 - ）は、日本の実業家。台湾国際角川書店総経理、KADOKAWA取締役。1980年に青山学院大学法学部を卒業後、東京出版販売（現在のトーハン）に入社する。1992年から1997年にかけて東京出版販売の台湾現地法人である台湾東販の総経理を務めた。1998年にアスミック・エースエンタテインメントに入社、1999年より台湾国際角川書店の総経理を務める。彼は台北市政府観光委員でもあり、日台の観光や交流への功績を認められ、2006年に台北市栄誉市民に選ばれた。